# Bernard Tapie
Bernard Tapie (Parigi, 26 gennaio 1943 – Parigi, 3 ottobre 2021) è stato un imprenditore, politico e attore francese, presidente dell'Olympique Marsiglia tra il 1986 e il 1994, deputato dell'Assemblea nazionale, europarlamentare e proprietario dell'Adidas dal 1990 al 1993.

## Biografia
Nato a Parigi, figlio di Jean-Baptiste Tapie, operaio metalmeccanico, nato a sua volta in una modesta famiglia contadina, e Raymonde Nodot (morta nel 2013), assistente infermieristica. Suo nonno, ferroviere, si era stabilito nel 1923 con la sua famiglia a Blanc-Mesnil, nella periferia nord di Parigi.
Dopo aver conseguito il diploma di tecnico elettronico, ha svolto il servizio militare nel 93º reggimento di fanteria a Camp de Frileuse, nel dipartimento degli Yvelines. Ha provato una carriera nel cinema e nel teatro sotto il nome di Bernard Pascal, poi una carriera come cantante sotto il nome di Bernard Tapy, senza successo. Si è cimentato in Formula 3, ma ha rinunciato dopo un incidente che lo ha lasciato in coma per tre giorni e poi ha trovato la sua strada nel mondo degli affari.

### Attività politica
Prima di essere lanciato in politica da François Mitterrand, Bernard Tapie, considerato un uomo di destra dalla sua ex collaboratrice Noëlle Bellone, avrebbe incontrato Jacques Toubon, allora segretario generale del Raggruppamento per la Repubblica, per ottenere una candidatura in un collegio elettorale a Marsiglia, ma, nonostante l'appoggio di Charles Pasqua, il partito gollista rifiutò.
È stato deputato all'Assemblea nazionale dal 1993 al 1996, Ministro delle città durante la presidenza di Mitterrand (1992-1993), consigliere regionale in Provenza-Alpi-Costa Azzurra e promotore di una nuova formazione politica, Énergie Radicale, capace di ottenere il 12,03% alle elezioni europee del 1994 con 13 eletti, ma sciolta dopo pochi mesi.
In vista delle elezioni presidenziali francesi del 2007, dichiarò la sua preferenza per Dominique Strauss-Kahn alle primarie del Partito Socialista francese come "candidato ideale", ma le vinse Ségolène Royal, il che lo portò a sostenere Nicolas Sarkozy, non condividendo il programma elettorale della Royal e giudicandolo "poco chiaro".

### Sport
A livello sportivo è ricordato, oltre che per la fondazione della squadra ciclistica La Vie Claire, per i suoi trascorsi all'Olympique Marsiglia dal 1986 al 1994, quando rese il club calcistico cittadino uno dei più affermati sia a livello nazionale, sia in ambito europeo. Durante la sua gestione il club vinse quattro scudetti consecutivi dal 1989 al 1992, una Coppa di Francia nel 1989 e una Coppa dei Campioni nel 1993, dopo essere stato finalista nel 1991.
Ha scoperto i grandi nomi del calcio francese e mondiale, come Jean-Pierre Papin, Pallone d'oro 1991, Abedi Pelé, Pallone d'oro africano nel 1991, 1992 e 1993, Didier Deschamps, Marcel Desailly, Fabien Barthez, Jocelyn Angloma, Franck Sauzée, Enzo Francescoli e Chris Waddle.
Nel 1994 venne coinvolto nell'Affaire VA-OM, una vicenda di corruzione avvenuta l'anno precedente, in cui emerse che alcuni giocatori del Valenciennes erano stati corrotti da alcuni tesserati marsigliesi perché perdessero una gara di campionato in cambio di soldi, in modo che i giocatori del Marsiglia risparmiassero energie in vista della finale europea contro il Milan.
Tapie venne squalificato dalla FFF nel 1994 e, a livello penale, venne condannato a due anni di prigione nel 1995, scontati nel 1997 con otto mesi di detenzione in isolamento. Successivamente tornò all'OM come direttore sportivo tra il 2001 e il 2002.

### Cinema
Nel 1996 esordisce da attore nel film Uomini e donne, istruzioni per l'uso e dal 2003 al 2008 è stato protagonista della serie TV Il commissario Valence.
Nel 2001 venne girato un film-documentario sulla sua persona, inerente alla sua irresistibile ascesa ma anche alla sua rumorosa caduta, intitolato Who Is Bernard Tapie? e diretto dalla regista statunitense Marina Zenovich.
Ha recitato anche a livello teatrale tra il 2000 e il 2008 con l'adattamento del film Qualcuno volò sul nido del cuculo (2000) e con gli spettacoli Un beau salaud (2005), Oscar (2008).

### Morte
Tapie è morto il 3 ottobre 2021; da quattro anni era afflitto da cancro allo stomaco e all'esofago.

## Vita privata
Bernard Tapie ha sposato nel 1964 Michèle Layec con la quale ha avuto una figlia Nathalie e un figlio Stéphane, animatore, produttore e attore. In seconde nozze, si è unito il 23 maggio 1987 a Corfù (Grecia) con Dominique Mialet-Damianos, di origine greca, con la quale ha avuto una figlia, Sophie, cantante e attrice, e un figlio, Laurent. Acquistò l'Hôtel de Cavoye al 52 di rue des Saints-Pères, a Parigi, dove visse con la sua famiglia. Suo fratello minore, Jean-Claude, ex presidente del club di pallamano OM-Vitrolles (1991-1996), è presidente e CEO di Massilia International.
Bernard Tapie ha battuto un record: quello della traversata del Nord Atlantico in monoscafo nel 1988 a bordo della Phocéa come armatore.

## Vicende giudiziarie e condanne
Bernard Tapie ha avuto diverse condanne penali nel corso degli anni:
- 2 anni per corruzione in ambito dell'Affaire VA-OM[4].
- 18 mesi per frode fiscale nel 1997[8].
- 3 anni di carcere e 5 anni di divieto dalle cariche pubbliche per falsificazione e appropriazione indebita di beni aziendali ai tempi dell'OM (condanna del 4 giugno 1998).

Nel 2010 è risultato assolto, dopo un processo di circa vent'anni, dalle accuse di bancarotta nell'inchiesta sul crac finanziario delle sue holding.

## Discografia
- 1966 - Je ne crois plus les filles, Avait-il tort ?, Le retour, Vite un verre[10]
- 1966 - Passeport pour le soleil, Sauve qui peut, L'Enfant de ma vie, Je les aime toutes,[11]
- 1966 - Tu l'oublieras, My little black, Pour de rire pour de vrai, Les pistonnés[12]
- 1985 - Réussir sa vie, in collaborazione Didier Barbelivien
- 1986 - Je t'interdis, in collaborazione con Didier Barbelivien
- 1988 - Le blues du businessman
- 1998 - collaborazione con il cantautore francese Doc Gynéco nel brano C'est beau la vie

## Filmografia

### Con Bernard Tapie
- Uomini e donne, istruzioni per l'uso (1996)
- Cazas (serie televisiva, 2001)
- Il commissario Valence (serie televisiva, 2003-2008)

### Su Bernard Tapie
- Who Is Bernard Tapie? (2001)
- Le mille Vite di Bernard Tapie (serie televisiva, Netflix, 2023)

## Pubblicazioni
- Gagner, Éditions Robert Laffont, 1986
- Librement, Plon (ha iniziato a scrivere questo libro non appena è entrato in prigione e lo ha terminato al suo rilascio), 1998
- Des yeux trop grands, Plon, 2000